# Gut Benzerhof
Das Gut Benz gehörte von 1711 bis 1924 den Herzögen von Oldenburg. Von 1738 bis 1778 war es Familienfideikommiss (unveräußerliches Privatvermögen) des Hauses Oldenburg. 1778 wird das Fideikommiss aufgehoben und das Gut Benz wird fürstliches Allodialgut (freies Gut). Das Dorf Benz gehörte zum Allodialgut im Fürstentum Lübeck.
Als 1857 die zahlreichen kleinen Dorfschaften, Weiler und Einzelhöfe zu Landgemeinden zusammengefasst wurden, wurden die fürstlichen Dorfschaften und Höfe: Dorf und Hof Benz, Malkwitz, Neukirchen, Sieversdorf und Söhren des Kirchspiels Neukirchen mit dem Dorf Nüchel, dem Adolfshof mit den Erbpachtstellen des Kirchspiels Nüchel zur Landgemeinde Neukirchen vereinigt.
Heute ist das Dorf mit dem Gut Benzerhof ein Teil der Gemeinde Malente im Kreis Ostholstein in Schleswig-Holstein.
Die Felder haben schweren Lehmboden und lehmigen Sandboden (guter Mittelboden). Es gibt aber auch einige sandige Flächen und moorige Wiesen entsprechend der Endmöränenlandschaft in der Holsteinischen Schweiz. Im Jagdrevier sind Rehe, Damwild und Schwarzwild. In einem Gehege bei den Hofgebäuden wird zusätzlich Damwild gehalten.

## Geschichte

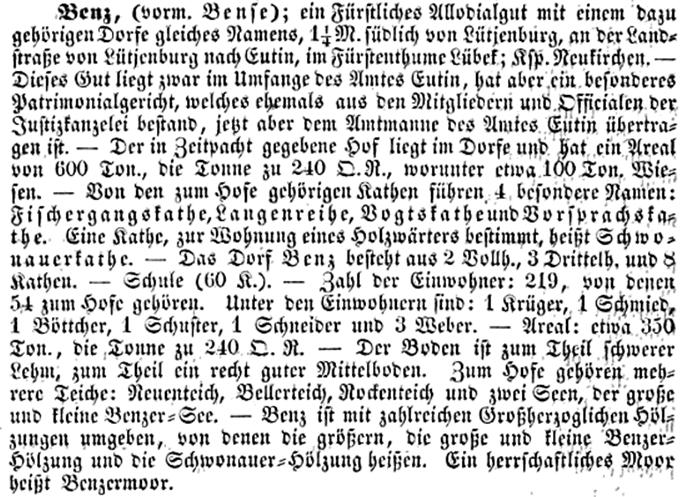
Beschreibung von Benz in einer Topographie des Herzogtums Holstein von Johannes v. Schröder 1841

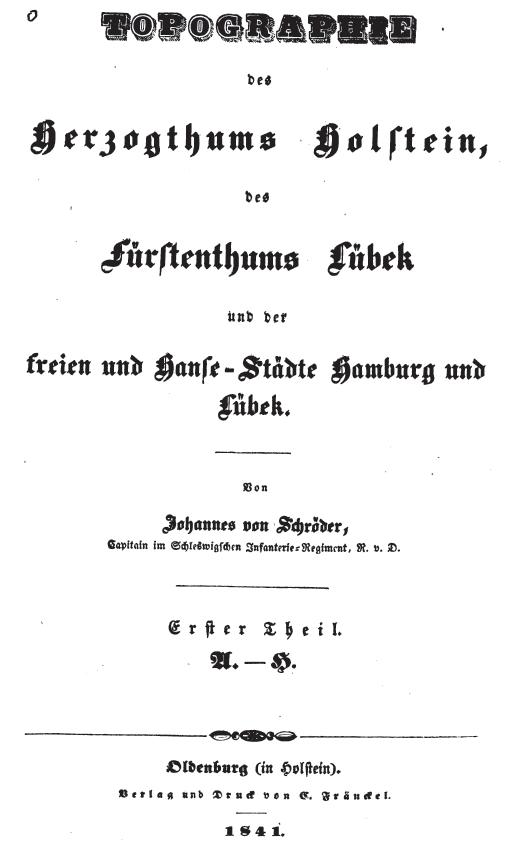
Titelseite der Topographie des Herzogtums Holstein ..... Autor ist Johannes v. Schröder im Jahre 1841. Obiger Text ist aus diesem Buch.

Benz liegt acht Kilometer nördlich von Eutin und fünf Kilometer östlich von Neukirchen (Malente) an der Kreisstrasse 1 zwischen Sielbeck und Sieversdorf.
Das Dorf Benz wurde 1215 zum ersten Mal urkundlich erwähnt, als der Bischof Bertold von Lübeck den Papst Honorius III. bat, ihm seine Besitzungen zu bestätigen.
Um 1280 hatte Benz laut Tafelgüterverzeichnis 14 Bauernstellen. Die Hufner waren zu dieser Zeit freie Bauern.
1605–1639 Der Hausvogt von Eutin, Jürgen von Stoyentin, kaufte 1605 einen Hof in Benz. Der freie Hof entstand schrittweise aus mehreren Hufen.
1639 ging der vergrößerte Besitz von dem Sohn Jochim Stoyentin an den Jägermeister Köhn Wulff von Bassewitz über und wechselte in der Folge mehrere Male den Besitzer. 1644 wurden von der fürstbischöflichen Verwaltung alle auf dem Hof haftenden Abgaben erlassen.
Die Besitzer versuchten zweimal erfolglos für das Gut Benz den Status eines adeligen Gutes zu erlangen:
1661 als das Gut Benz von Gregorius Brocktorf an Otten Pogwischen verkauft wird und
1695 als Christoph Friedrich Graf Rantzau aus Schmoel (~1623–1696) Eigentümer ist. Er verpachtete den Hof Benz.
1710 wird dem freien Hof in Benz die Bezeichnung Gut zugebilligt.
1711–1738 Herzogin Albertine Friederike Markgräfin von Baden-Durlach (1682–1755) kaufte den Hof 1711, der Hof wurde dabei zugleich vergrößert. Albertine war die Gattin von Christian August von Schleswig-Holstein-Gottorf ihre Enkeltochter war die Zarin Katharina die Große. 1738 wandelte Albertine den Hof Benz um in ein Familienfideikommiss (unveräußerlichen Privatvermögen) der Herzöge von Oldenburg.

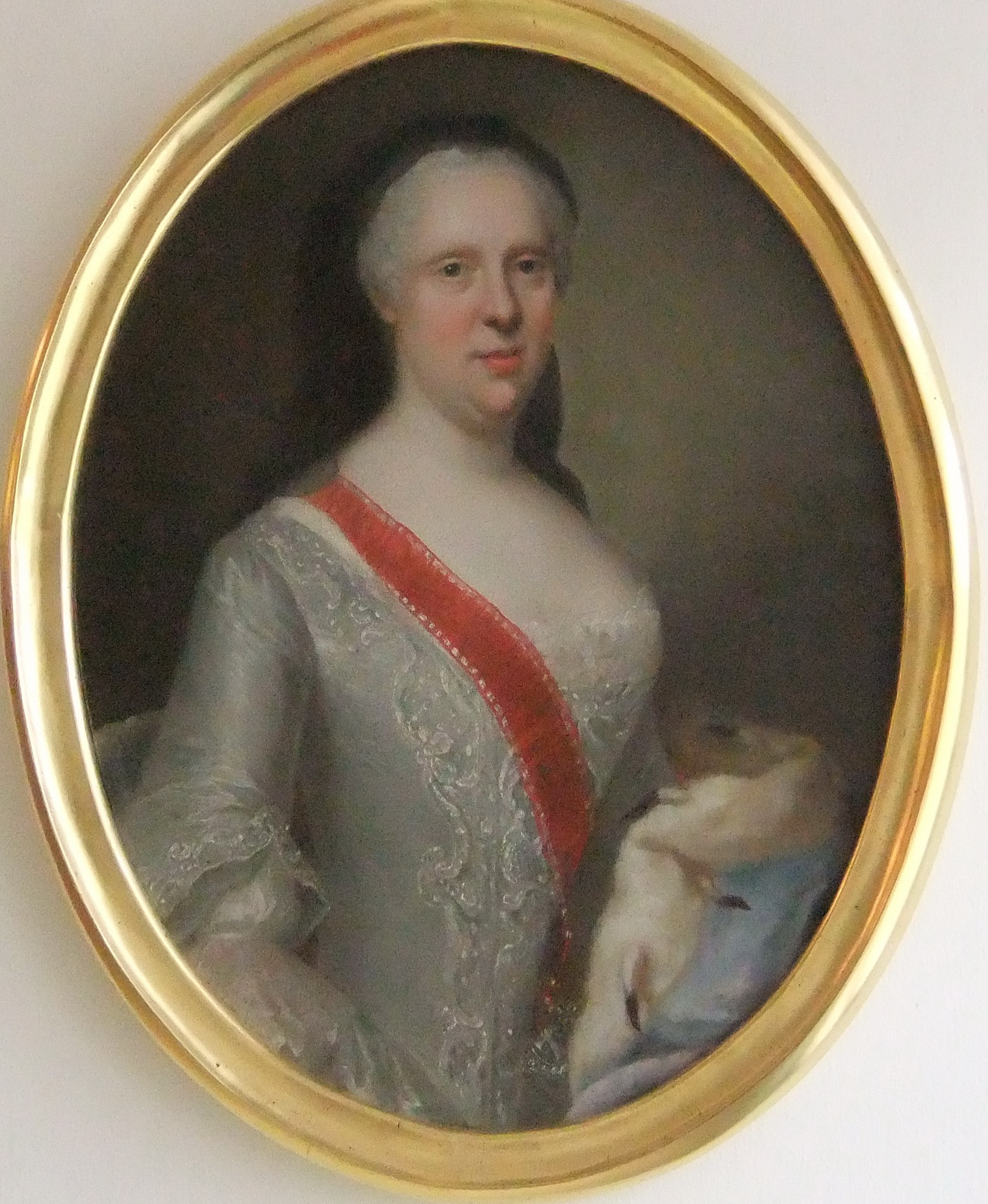
Albertine Friederike kaufte 1711 das Gut Benz (1682–1755).
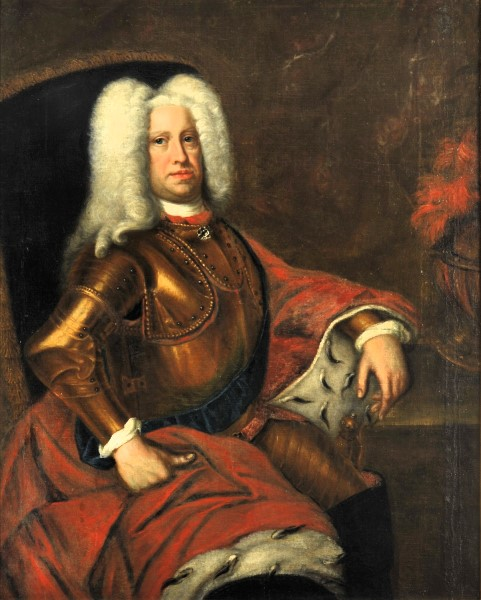
Fürstbischof Christian August ist Albertines Gatte (1673–1726).
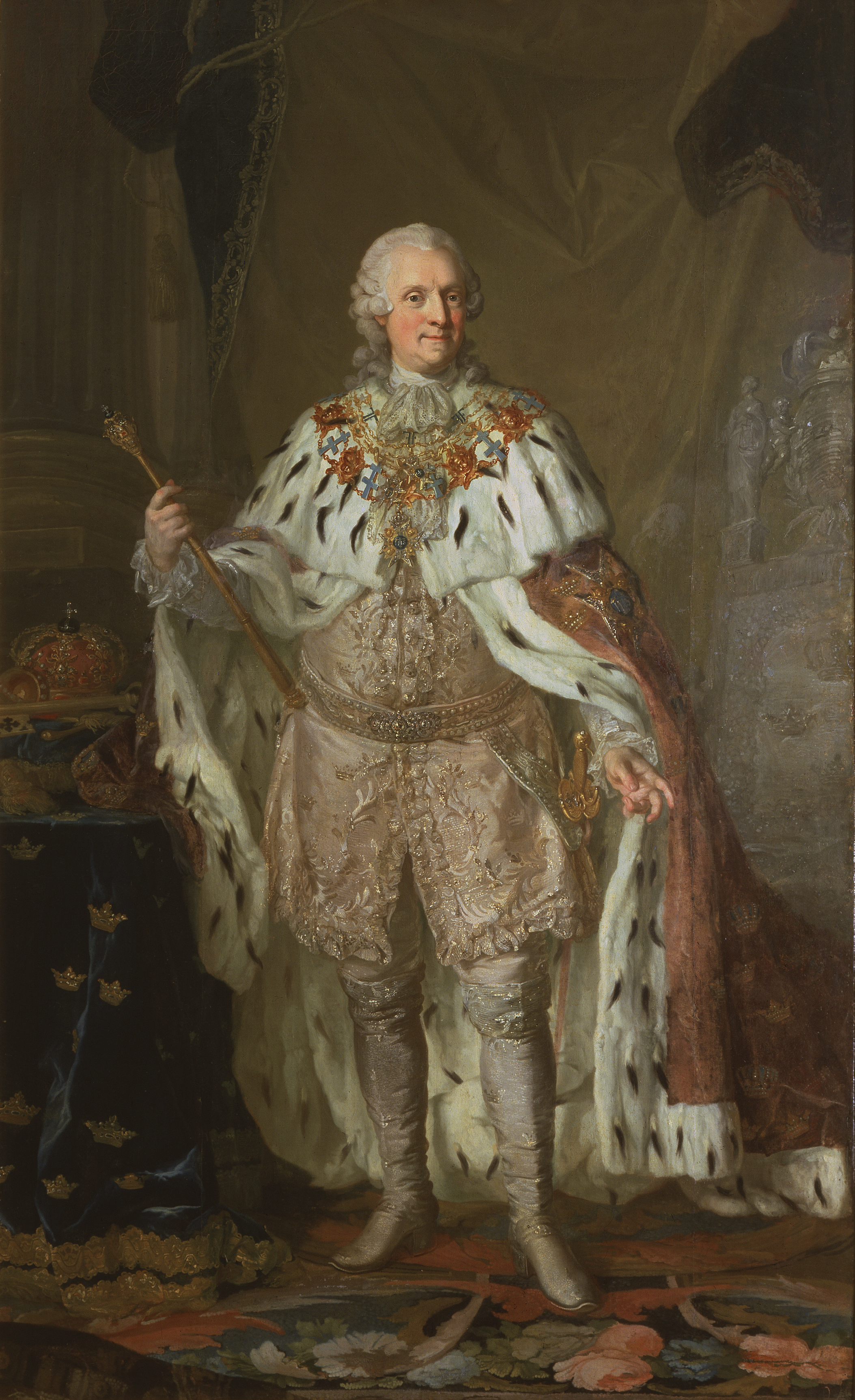
1727 wird Adolf Friedrich (1710–1781) Herzog von Oldenburg und Fürstbischof von Lübeck. 1751 wird er König von Schweden.
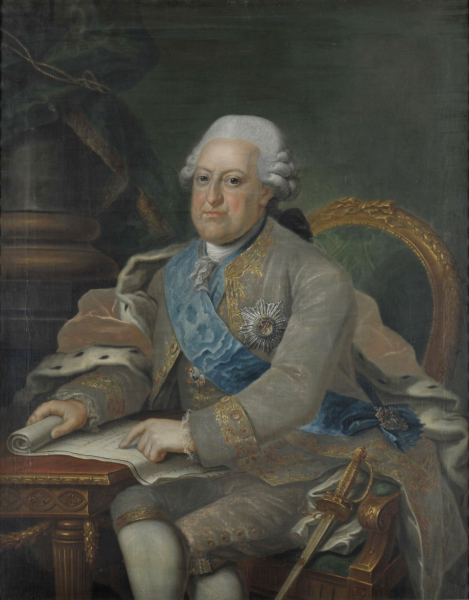
Friedrich August von Schleswig-Holstein-Gottorf (1711–1785) folgt 1750 seinem Bruder Adolf Frederich ab 1750 als Fürstbischof von Lübeck.

1738–1750 Adolf Friedrich Fürstbischof von Lübeck (1710–1781), der Sohn von Albertine kauft das Gut Benz von seiner Mutter. Er heiratete 1744 Luise Ulrike von Preußen, eine Tochter des Soldatenkönigs. Er wird schon 1743 zum König von Schweden gewählt und wird dann aber erst 1751 zum König von Schweden gekrönt.
1750–1785 Friedrich-August, der jüngere Bruder von Adolf Friedrich war Fürstbischof von Lübeck und später Herzog von Oldenburg (1711–1785). Er reiste 1752 inkognito mit dem klangvollen Namen „Graf von Benz“ nach Kassel um Ulrike Prinzessin von Hessen-Kassel zu heiraten.
1785–1829 Peter I. Großherzog von Oldenburg (1755–1829) ist in Vertretung für seinen Vetter Peter Friedrich Wilhelm (1754–1823) Titularherzog.
Das Fideikommiss von 1738 wurde 1778 aufgehoben und das Gut Benz wurde dadurch Allodialgut (freies Gut). 1822 wurde das jetzige Gutshaus als Fachwerkbau errichtet. Später erhielt das Gutshaus eine zusätzliche Verblendung mit Ziegelsteinen. Durch Testament des Herzogs Peter Friedrich Ludwig erhielt das Gut 1829 den Status einer Domäne des Großherzoglichen Hauses. Mit dem Hausgesetz für das Grossherzoglich Oldenburgische Haus vom 1. September 1872 kam Benz zum Fideikommiss des Großherzoglichen Hauses und blieb nach 1918 Privatvermögen des Hauses Oldenburg.

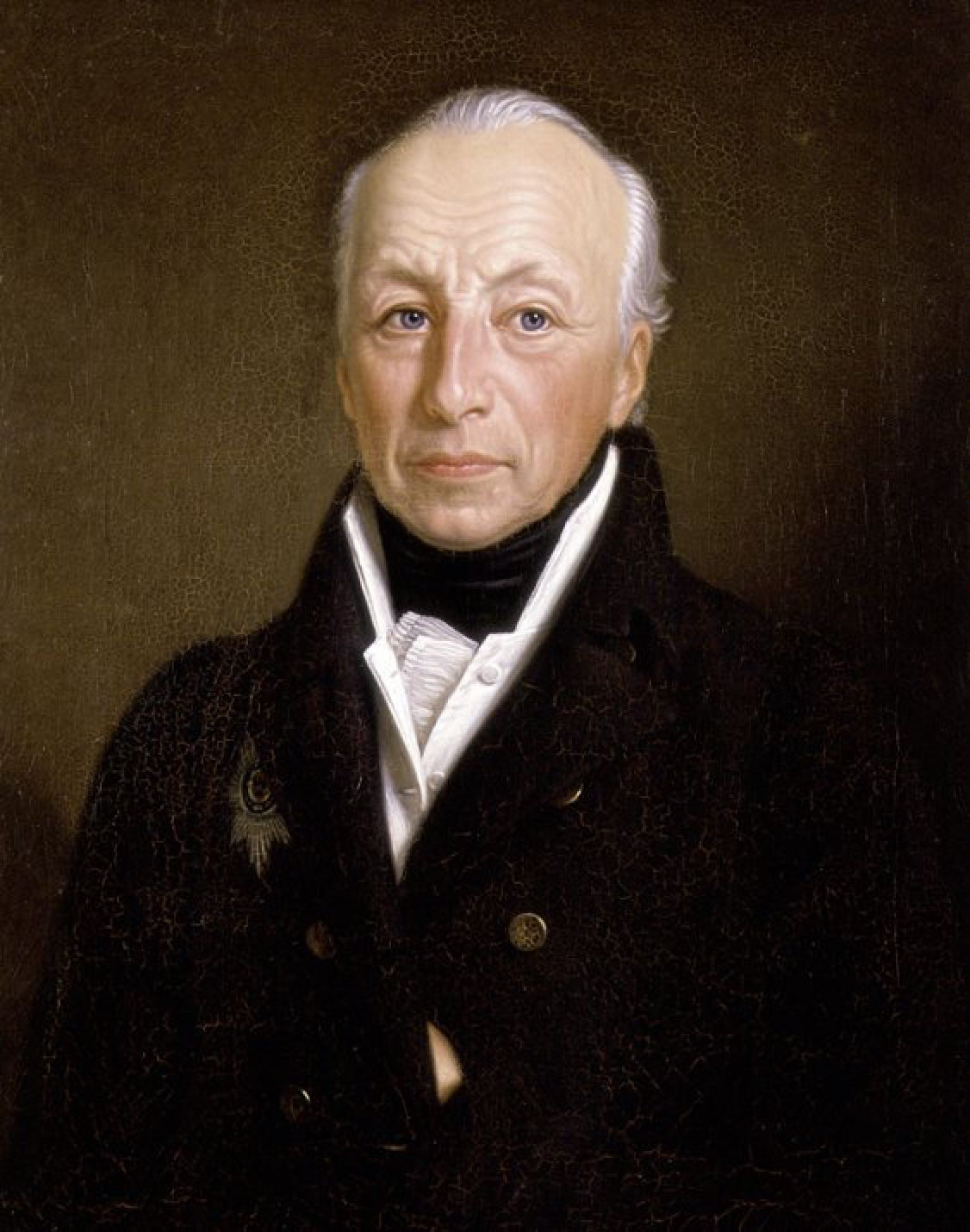
Peter (I.) Großherzog von Oldenburg (1755–1829) ab 1785 bis 1803 auch Fürstbischof von Lübeck.
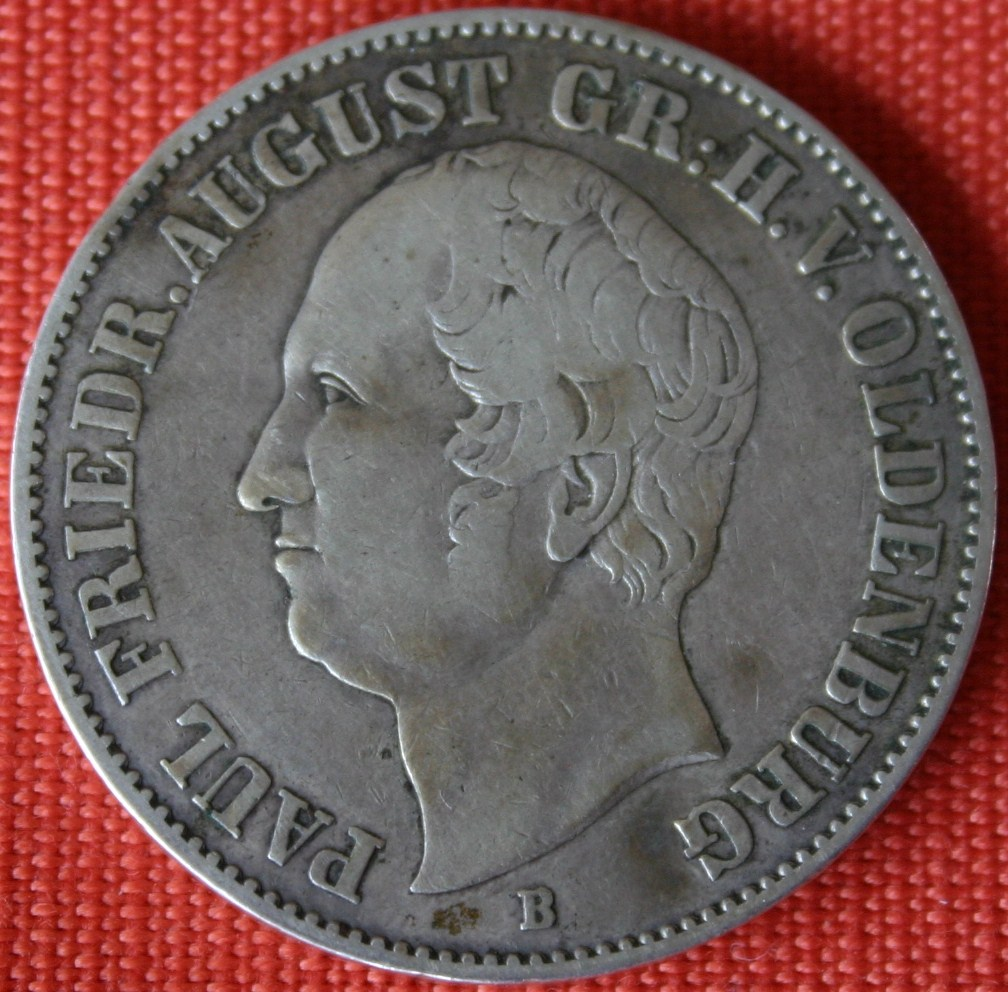
August I. Großherzog von Oldenburg (1783–1853), Talermünze mit seinem Konterfei
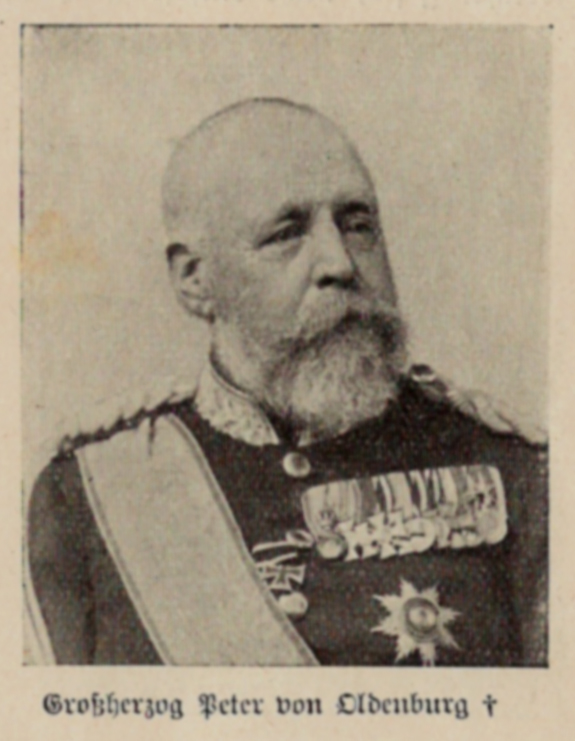
Peter II. Großherzog von Oldenburg (1827–1900)
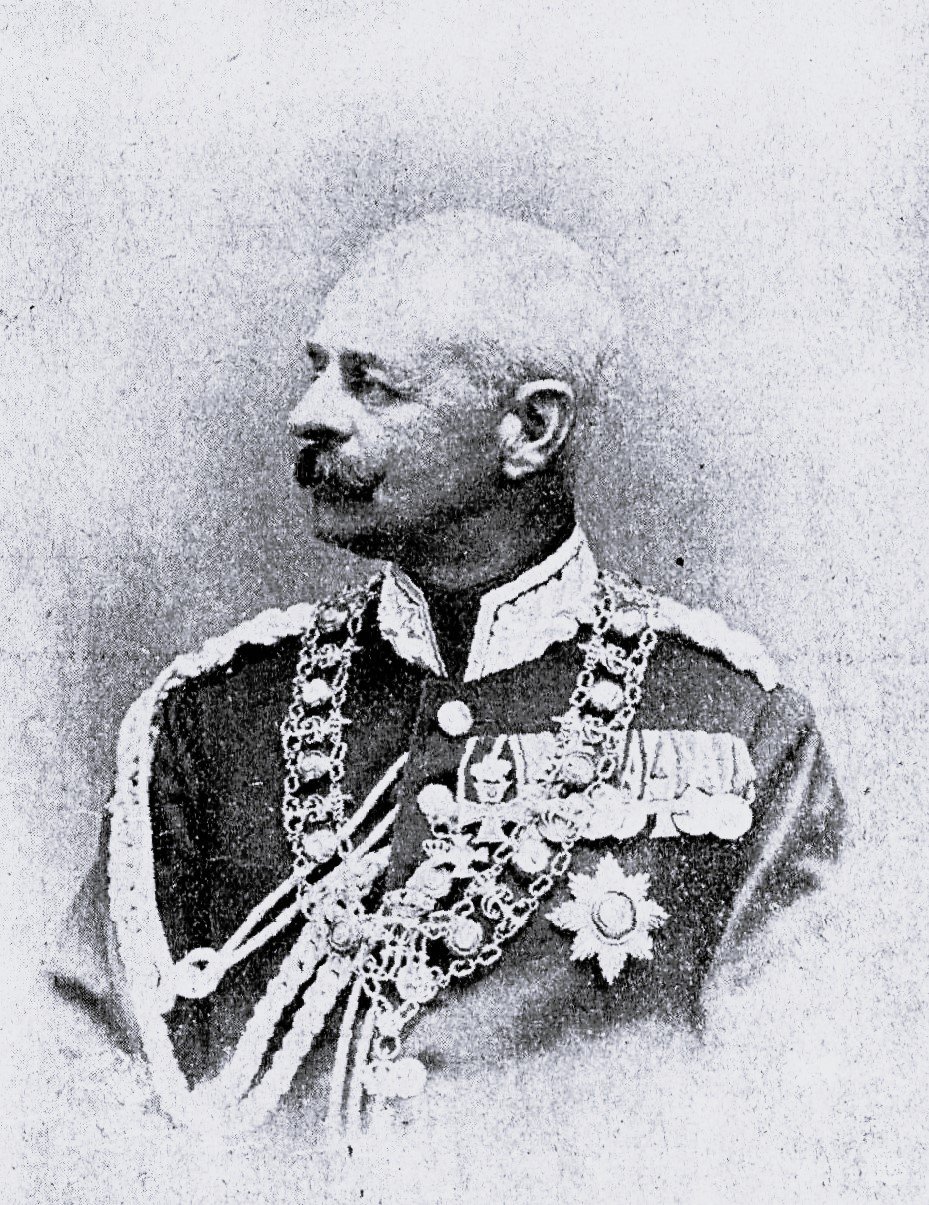
Großherzog Friedrich August von Oldenburg (1852–1931) verkaufte das Gut Benz 1924.

1829-1853 August I. Großherzog von Oldenburg (1783-1853)
1853-1900 Peter II. Großherzog von Oldenburg (1827-1900)

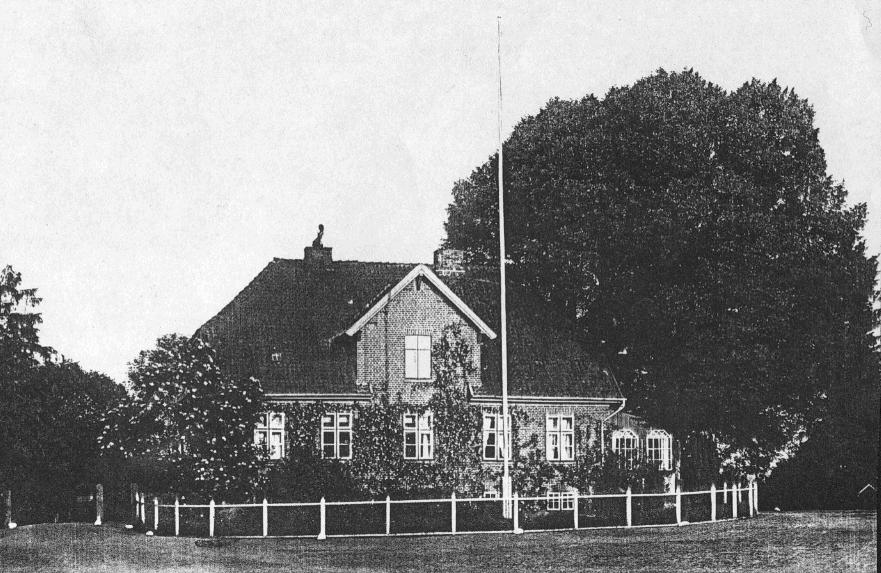
Gutshaus in Benz ca. 1920

1900-1924 Noch im Juli 1923 spiegelte sich die Not der Inflationszeit und des Ruhrkampfes darin, dass im Zuge einer Streikwelle auf dem Gut Kuhstall und Scheune abbrannten. Danach 1924 verkauft Friedrich August (1852–1931), der letzte regierende Großherzog von Oldenburg, (seine Güteradministration in Lensahn) das Gut Benz an die Regierung in Eutin. Das Gut Benz gehörte in sechs Generationen den Herzögen von Oldenburg. In diesen 213 Jahren wurde das Gut Benz durchgehend verpachtet. Der letzte Pächter von 1918 bis 1928 war der Konservenfabrikant Kohlsaat.
Zu Anfang des 20. Jahrhunderts hatte das Gut eine Größe von 336 Hektar. Westlich vom Hof liegen der Große Benzer See und nördlich nahe angrenzend der Kleine Benzer See. Benz war von zahlreichen großherzoglichen Hölzungen umgeben, von denen die größeren die Große und Kleine Benzer Hölzung und die Schwonauer Hölzung hießen. Die große Hölzung ist in der Nähe von Nüchel Großenholz. Die kleine Hölzung grenzt heute an den Sportplatz. Die Schwonauer Hölzung ist heute der staatliche Forst Schwonau.
1924-1933 Die Regierung in Eutin verkaufte das Gut an einen Rittergutsbesitzer Kuhnke in Schlesien. Von ihm erwarb 1925 Adelbert von der Oelsnitz das Gut. 1926 kaufte Harald Graf Holck aus Altona (1898–1952) das Gut Benz. Die größeren Waldflächen blieben Staatsforst Eutin (heute: Schleswig-Holsteinische Landesforsten, Försterei Dodau). Es verbleiben beim Gut Benzerhof 200 ha Acker, 70 ha Weide und Wiese, dazu die beiden Benzer Seen zusammen 30 ha und 10 ha Wald. Graf Holck kaufte 1929 zusätzlich zum Gut Benzerhof das Gut Farve.

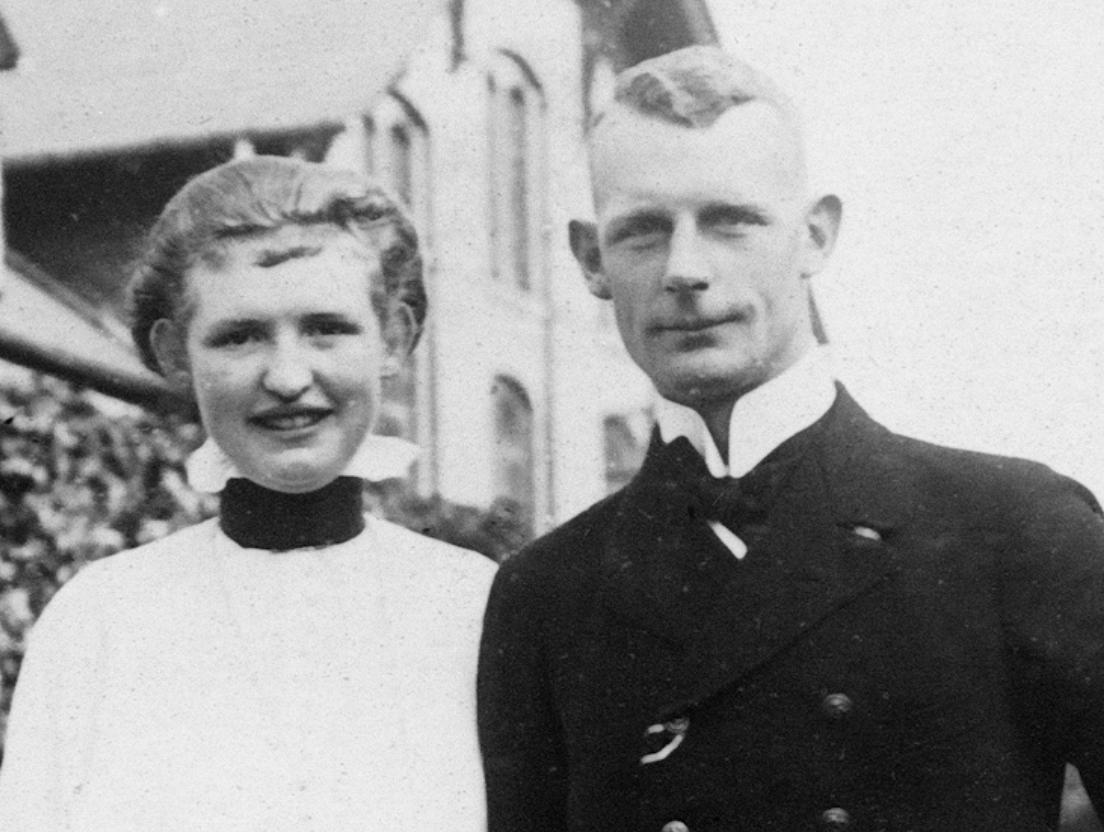
Bertold von der Decken Marineoffizier und Landwirt (1889-1970) mit seiner Frau Hedwig (1895–1988).
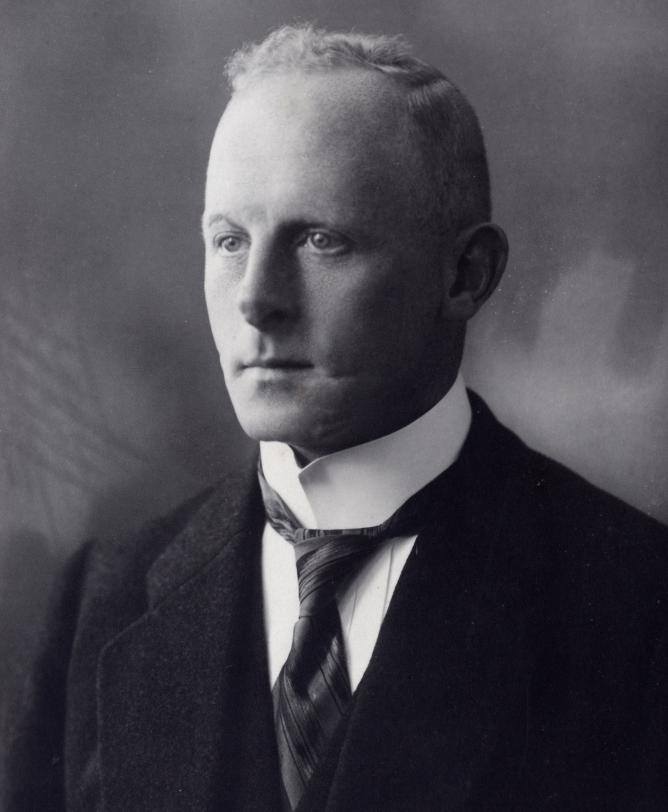
Melchior von der Decken Senatspräsident (1886–1953). Die Brüder Bertold und Melchior kauften Benzerhof 1933.
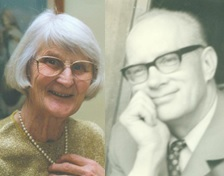
Johann Georg (1912–1998) und Ilse Maria von der Decken bewirtschafteten den Hof von 1954 bis 1977.
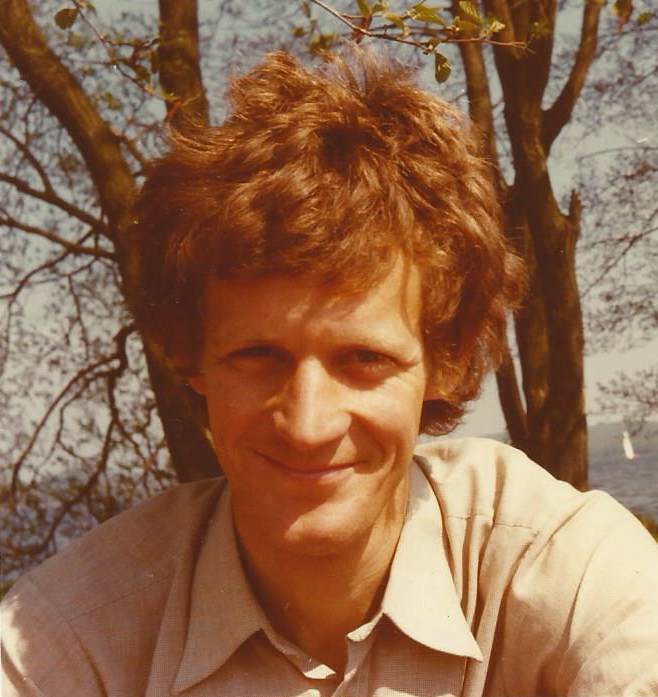
Berno von der Decken Dipl.-Ing. agr. (1947–1984). Er führte den Benzerhof von 1977 bis zu seinem Unfalltod.

1933 verkaufte Graf Holck das Gut Benzerhof an Bertold von der Decken, Marineoffizier und Landwirt, und seinen Bruder Melchior von der Decken, Senatspräsident in Hamburg. 1952 wurde der Hof zwischen den beiden Brüdern geteilt. Den Hof von Melchior pachteten nacheinander Dothardus von Weyhe und Eggert Wiese. Diesen Hof mit dem kleinen Benzer Holz und den beiden Benzer Seen kaufte 1977 Alfred Soltau aus Reinbek. Auf dem verbleibenden Benzerhof mit 163 ha wird erfolgreich Ackerbau mit dem Schwerpunkt Weizen betrieben. 1971 wurde die Milchviehhaltung aufgegeben und es wurde ein Damwildgatter auf der kleinen Koppel bei den Hofgebäuden angelegt. Die Familie von der Decken ist nun seit mehr als 90 Jahren in fünfter Generation auf dem Benzerhof zu Hause.

### Wappen der Familien auf Benzerhof

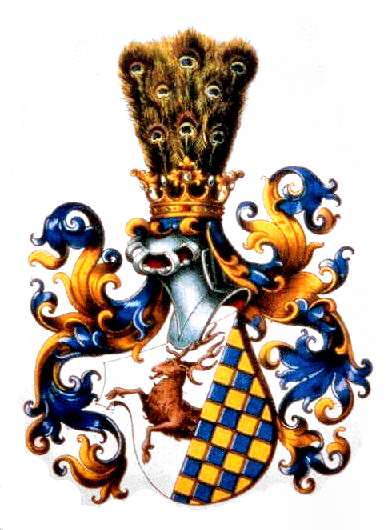
Jürgen von Stojentin der Hausvogt von Eutin und sein Sohn Joachim – Benzerhof von 1605 bis 1639
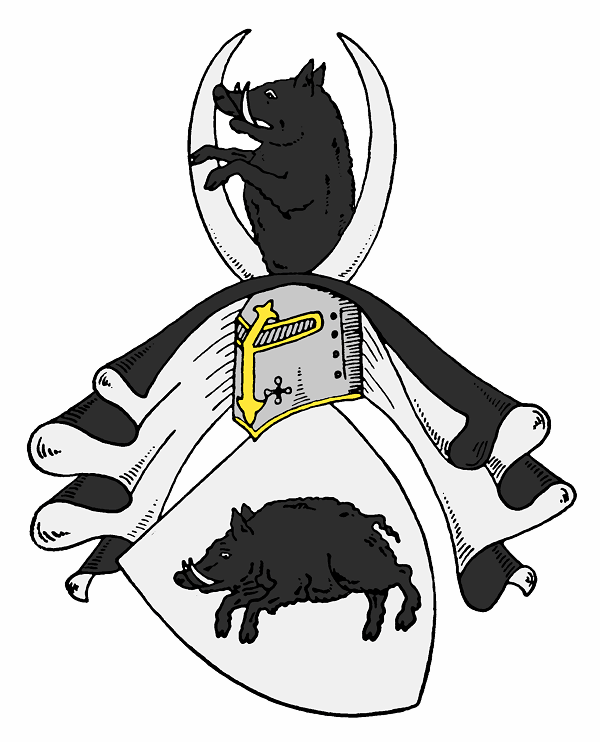
Jägermeister Köhn Wulff von Bassewitz und acht weitere Besitzer – Benzerhof von 1639 bis 1712
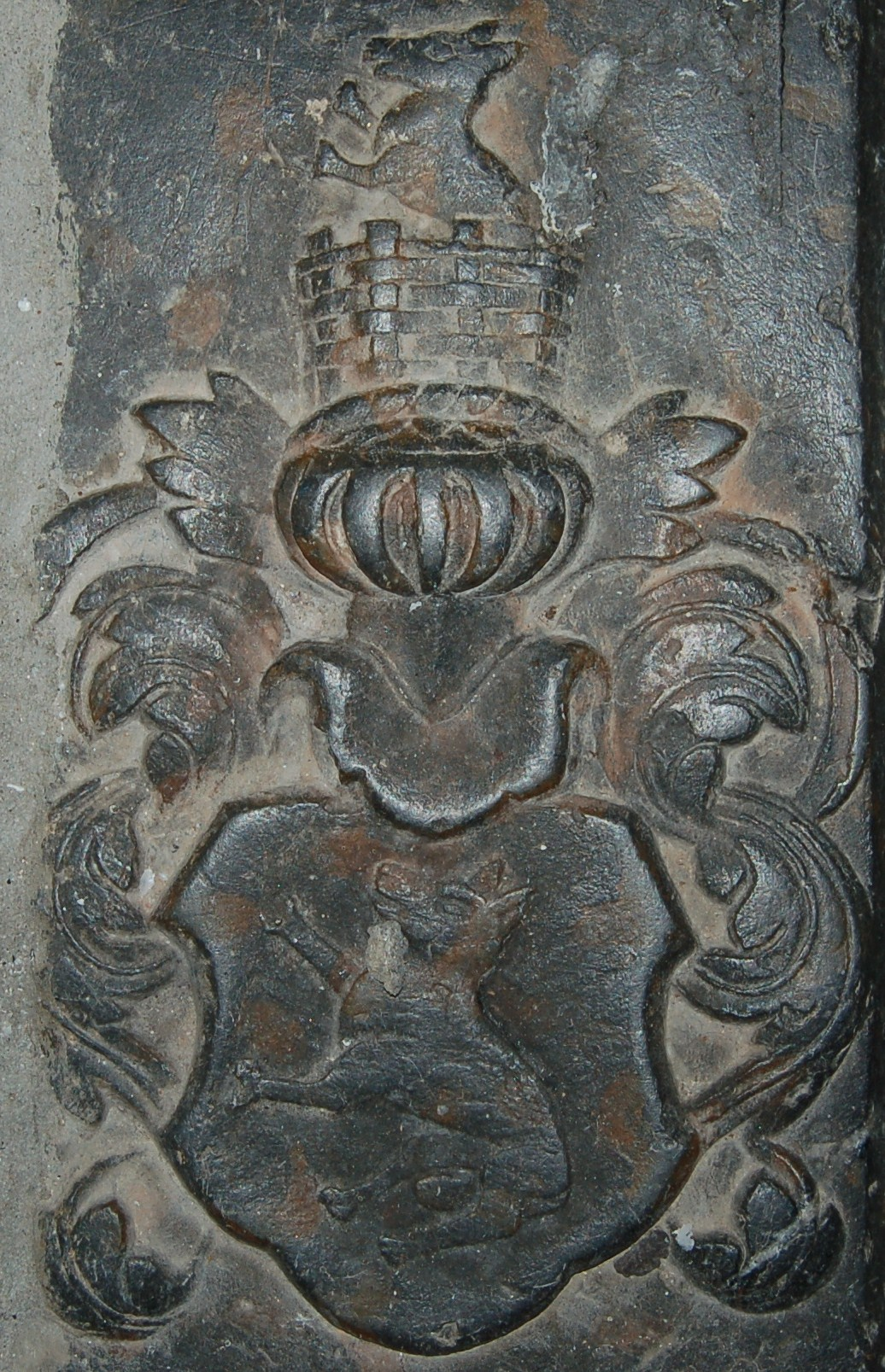
Otten von Pogwischen = Otto von Pogwisch – Benzerhof vor und nach 1641
Detlef und Gregorius Brocktorf – Benzerhof ca. 1670 bis 1690
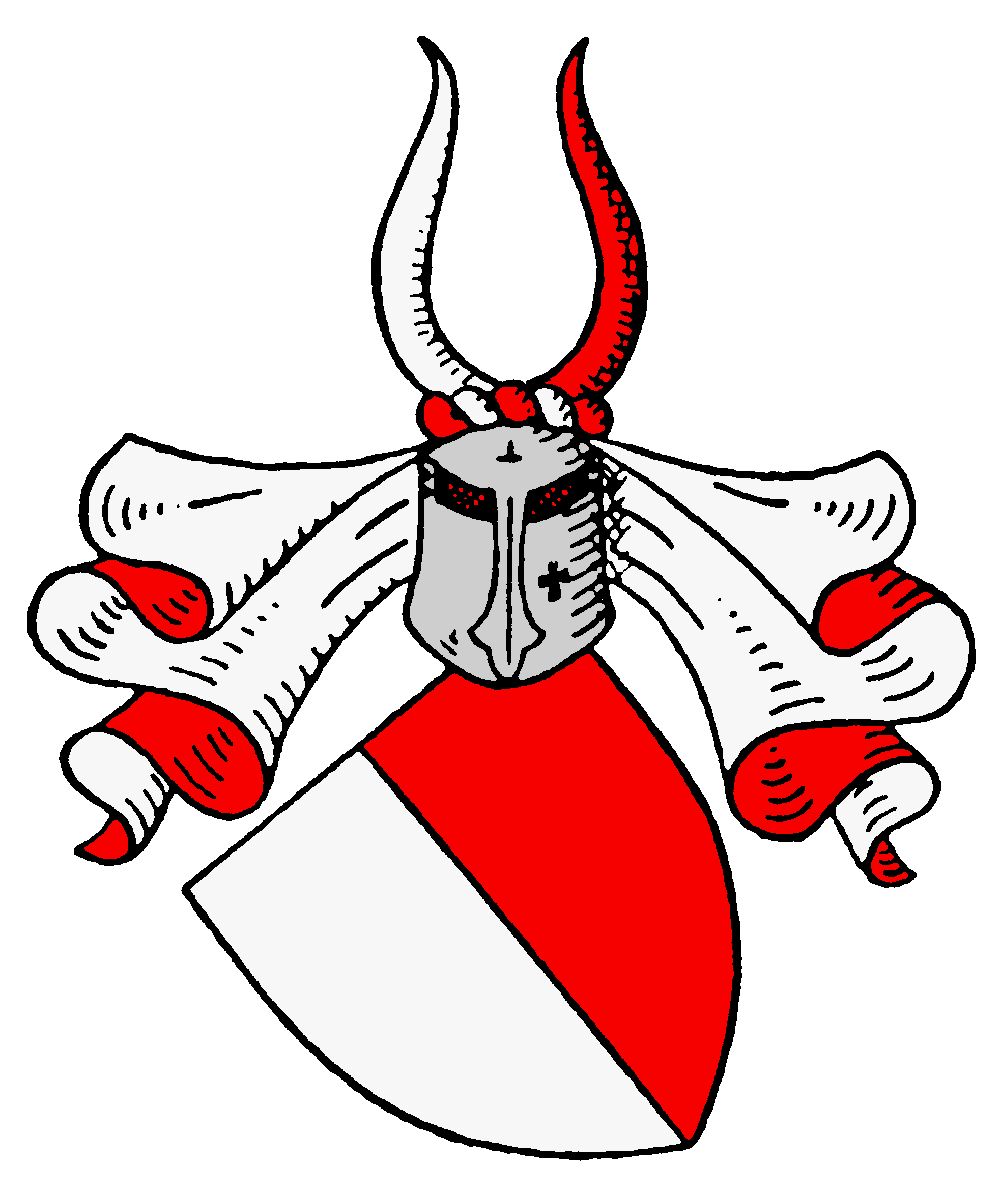
Christoph Friedrich Graf Rantzau auf Schmoel – Benzerhof etwa von 1695 bis 1711
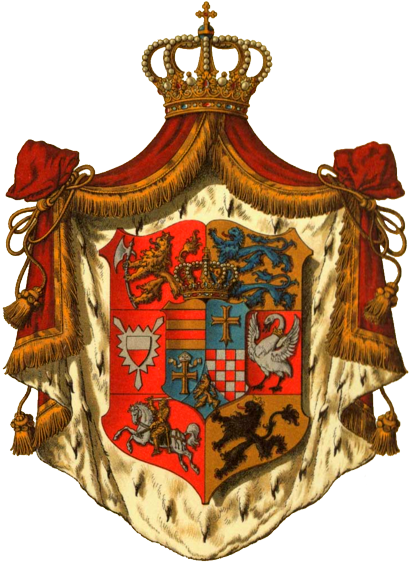
213 Jahre war Gut Benzerhof Eigentum der Herzöge von Oldenburg aus dem Hause Schleswig-Holstein-Gottorf – von 1711 bis 1924
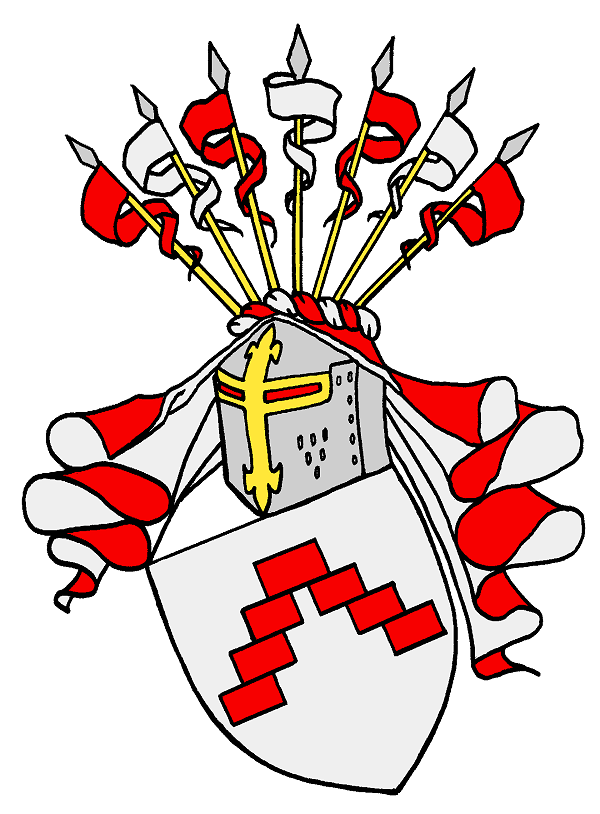
Harald Graf Holck und seine Nachfahren auf Gut Benzerhof von 1926 bis 1933 und auf Gut Farve von 1929 bis heute
Mehr als 90 Jahre ist die Familie von der Decken auf Gut Benzerhof von 1933 bis heute

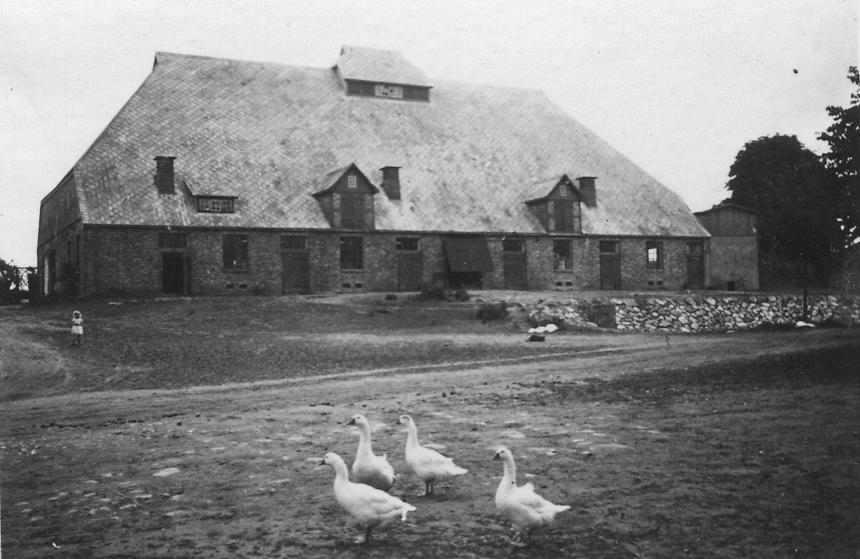
Kuhstall in Benz vor dem Brand ca. 1933

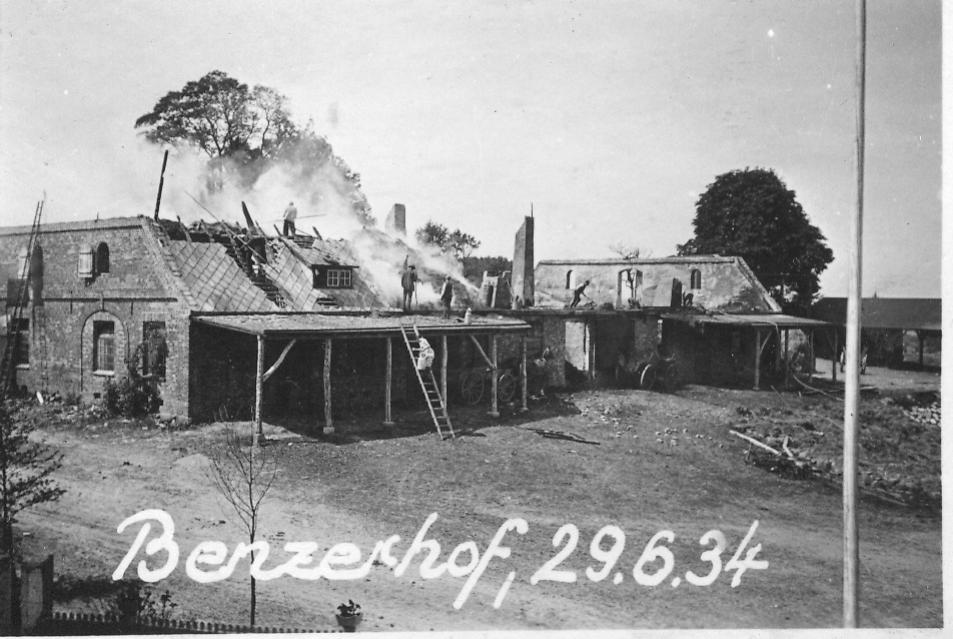
Kuhstall in Benz nach dem Brand 1934

### Feuer auf dem Benzerhof
1923 am 23. Juli morgens um 3 Uhr brannte in Benz die Meiereikate (heute Schwonauer Weg 6) bis auf die Grundmauern nieder. Sieben Stunden später um 10 Uhr brannte auch der Kuhstall. Dann sprang das Feuer zur Scheune über und von dort weiter zur alten Meierei (jetzt Hauptstraße 35). Vor den Bränden auf dem Hof wurde ein Brandstifter an der Kate von Fräulein Dreis (heute: Schwonauer Weg 16) bemerkt und vertrieben, aber er konnte später nicht ermittelt werden.
1934 am 29.6. brannte nachts schon wieder der Kuhstall nieder. Zum Glück waren die Kühe auf der Weide. Die Ursache des Brandes war ein Elektroschaden.
Nach dem Brand von 1923 wurde die Scheune mit einer beeindruckenden freitragenden Holzbalkenkonstruktion und hohen Ziegelmauern von G. Schümann Nüchel neu errichtet. Ein rollender Kran in 12 m Höhe unter dem Giebel konnte die Ladung eines Erntewagens, ein Fuder mit etwa 200 Garben, unter den Giebel heben. Der Seilantrieb der Laufkatze mit Gondel war anfangs ein Pferdegöpel und später ein Seilwinde mit Elektromotor vor der Scheune. Für die Fortbewegung der Laufkatze mit dem darunter hängenden Fuder sorgte ein Mitarbeiter an der Kurbel in der Gondel. Der Kuhstall mit Futter-, Stroh- und Getreideboden wurde 1923 und 1934 als Ziegelbau wieder aufgebaut.